# Молодший пілот
Молодший пілот (англ. Junior Pilot) — американський фільм 2004 року.

## Сюжет
У десятирічного Ріккі дуже жива уява. Одного разу, коли він летів пасажирським авіарейсом, йому наснився захопливий сон з викраденнями, погонями, бійками і стріляниною, а коли він прокинувся, з'ясувалося, що обидва пілоти непритомні, літак не керований і скоро може розбитися, якщо тільки Ріккі не сяде за штурвал, а ось тут йому і знадобився досвід комп'ютерних авіасимуляторів.

## У ролях
| Актор              | Роль                               |
| ------------------ | ---------------------------------- |
| Вероніка Алісіно   | оператор 911                       |
| Том Айерс          | контролер руху у повітрі           |
| Аллен Бартон       | службовець державного департаменту |
| Хорді Кабальєро    | доктор Гектор                      |
| Адам Кеглі         | Бруно                              |
| Арт Кохан          | містер Дорчестер                   |
| Джулі Кондра       | Мардж                              |
| Мако Дакаскос      | дитина                             |
| Марк Дакаскос      | Като                               |
| Джон Д'Акіно       | сенатор Клегорн                    |
| Івонн Делароса     | Марія                              |
| Маріанна Елліотт   | контролер на вежі 2                |
| Джордан Гаррет     | Ріккі                              |
| Крістін Герольд    | Мідж                               |
| Таллі Гант         | маленький монстр                   |
| Стів Гітнер        | прихильник                         |
| Дот-Марі Джонс     | амазонка                           |
| Мелісса Макфарлейн | мама                               |
| Ларрі Міллер       | Волтер                             |
| Трой Міттляйдер    | пілот F-16                         |
| Розмарі Морган     | Енн Дорчестер                      |
| Джеффрі Пірс       | капітан Пірс                       |
| Кирстін Пірс       | контролер на вежі                  |
| Девід Раш          | генерал Перкінс                    |
| Ерік Робертс       | тренер Девіс                       |
| Елайза Робертс     | Сіссі                              |
| Тім Томерсон       | капітан Нунан                      |
| Аллен Вільямс      | капітан Екзюпері                   |
| Джулія Ніксон-Соул | Ганна Рейтш                        |
| Скайлер Семюелс    | Мері Джо                           |